# Hydroptila tobaga
Hydroptila tobaga is een schietmot uit de familie Hydroptilidae. De soort komt voor in het Neotropisch gebied.